# Chi Chil Tah
Chi Chil Tah (nota anche come Cheechilgeetho, Gahyazhi, Jones Ranch, Tse Chil Tah) è una comunità non incorporata degli Stati Uniti d'America della contea di McKinley nello Stato del Nuovo Messico.